# Ole Christensen Rømer
Ole Christensen Rømer (tudi Olaus, Olaf), danski astronom in matematik, * 25. september 1644, Århus, Jutlandija, Danska, † 19. september 1710, København, Danska.

## Življenje in delo
Rømer je bil predstojnik Observatorija in univerzitetni profesor matematike v Kobenhavnu. Prvi je določil hitrost svetlobe z opazovanjem imerzije in emerzije Jupitrovih satelitov, ki prehaja skozi njegovo senco.
Leta 1671 je pomagal Jean-Felixu Picardu pri opazovanju Jupitrovih mrkov na nekdanjem de Brahejevem observatoriju Uraniborg. Izmeril je točno lego observatorija, da bi de Brahejeva opazovanja lahko uskladili z opazovanji drugod po Evropi.:87 V sedmih mesecih sta Picard in Rømer opazovala 140 mrkov Jupitrovega satelita Ia, v Parizu pa je iste mrke opazoval Giovanni Cassini I.. S primerjavo časov mrkov so izračunali razliko v zemljepisni dolžini pariškega observatorija in Uraniborga. Rømer je na Uraniborgu na Picarda napravil tolikšen vtis, da ga je vzel s seboj v Pariz kjer je leta 1672 postal tudi član Francoske akademije znanosti (Académie des sciences). V Parizu je Picardu pomagal 10 let.
V letih 1675 in 1676 je v Parizu preučeval tabele Jupitrovih satelitov in opazoval zakasnitev mrkov Jupitrovih satelitov Ia in Ganimeda in je prvič ocenil hitrost svetlobe c na 211 · 106 m/s in 240 · 106 m/s. Zemlja, Jupiter in Ganimed krožijo v isti ravnini. Opazovati se začne, ko je Jupiter v opoziciji s Soncem. Ganimed stopi v Jupitrovo senco vsakih 7,155 dneva. Tedaj oddaljenost Zemlje od Jupitra narašča in doseže po 25 Ganimedovih mrkih, to je po pol leta, največjo vrednost. 26. mrk naj bi bil po 25 · 7,155 dneh, Rømer je opazil največjo zakasnitev za 22m najmanjšo pa za 20m.
Izdelal je več astronomskih naprav. On in Cassini sta izdelala prva ekvatoriala s točnimi krogi in s samodejnim sledenjem nebesnih teles. Izdeloval je točne termometre za rabo v meteorologiji. K njemu je na obisk prišel Fahrenheit, da bi se izučil v kalibriranju termometrov.

## Priznanja

### Poimenovanja
Po njem se imenuje udarni krater Römer na Luni in asteroid glavnega pasu 2897 Ole Römer.